# Malgium

Malgium i la Babilònia de Hammurabi, 1792 al 1750 aC

'Malgium' o de vegades Malkium, va ser una ciutat estat de Mesopotàmia situada vora el riu Tigris i propera a la desembocadura del riu Diyala.
Se sap que era governada per un rei independent cap a la meitat del segle xviii aC. Els reis de Larsa, ja en temps de Gungunum (1868 aC-1841 aC), van iniciar una expansió del seu territori i van conquerir Malgium, entre altres ciutats. Sin-Iddinam de Larsa (1785 aC-1778 aC) també va atacar la ciutat, i Warad-Sin va celebrar un ritual per commemorar que havia vençut per les armes a la ciutat de Malgium. Hammurabi, rei de Babilònia va vèncer una coalició promoguda per Elam de la que en formaven part Subartu i els gutis i també Eixnunna i Malgium, ciutats que va ocupar i destruir parcialment cap al 1759 aC. Els seus habitants van ser deportats a Babilònia.